# Гришин, Александр Ефимович
Александр Ефимович Гришин (13 апреля 1921, Бегичёво, Симбирская губерния — 16 апреля 1999, Нижний Новгород) — полный кавалер ордена Славы.

## Биография
Родился в деревне Бегичево (ныне Сеченовского района Нижегородской области) в семье крестьянина. По национальности русский. В 1941 году окончил Борецкое педагогическое училище.

## Военная служба
В июне 1941 года был призван в Красную Армию и был направлен в военное училище. На фронте с августа того же года. Курсантом получил ранение в ногу, после госпиталя был направлен на Волховский фронт командиром 45-мм орудия. Во время очередной артперестрелки вновь был ранен и контужен. Был демобилизован по ранению и вернулся домой. Поправив здоровье, добился возвращения на фронт. В начале 1943 года прибыл в 83-й гвардейский стрелковый полк 27-й гвардейской стрелковой дивизии, где был назначен командиром орудия в дивизионе 76-мм пушек. С этой частью прошел до Победы. Член ВКП(б)/КПСС с 1944 года. Участвовал в боях за освобождение Украины: Изюм-Барвенковской и Донбасской наступательных операциях, форсировании в наступление на криворожском направлении, в Никопольско-Криворожской, Березнеговато-Снигиревской (6-18 марта) и Одесской операциях.

## Подвиги
31 января 1944 года в бою у села Бузулуки (Криничанский район, Днепропетровской области) гвардии старший сержант Гришин вместе с бойцами разбил три вражеских пулемета с расчетами, разрушил два блиндажа, подавил огонь минометной батареи. В газете 8-й гвардейской армии 3-го Белорусского фронта об этом бое рассказывалось в большой заметке «Снайпер-артиллерист». Приказом от 6 марта 1944 года гвардии старший сержант Гришин Александр Ефимович награждён орденом Славы 3-й степени (№ 31161).
В июне дивизия в составе 8-й гвардейской армии была передана в состав 1-го Белорусского фронта. Здесь артиллерист Гришин участвовал в боях на ковельском направлении, Люблин-Брестской, Висло-Одерской операциях. 18 июля 1944 года в бою у населенного пункта Паридубы (18 км западнее города Ковель) командир орудийного расчета Гришин уничтожил два пулемета и до взвода пехоты. 19 июля близ населенного пункта Биличе (Любомльский район, Волынская область) расчет Гришина поразил пулемет и орудие с расчетами. При форсировании реки Западный Буг около населенного пункта Забужье (27 км северо-западнее города Любомль, Волынская область), поддерживая атаку пехоты, разрушил дзот и подавил огонь вражеского орудия. Приказом от 14 августа 1944 года гвардии старший сержант Гришин Александр Ефимович награждён орденом Славы 2-й степени (№ 4255).
14 января 1945 года в бою у села Ясенец (15 км юго-восточнее города Варка, Польша) гвардии старшина Гришин, командуя расчетом, огнём из орудия проделал проход в проволочном заграждении, уничтожил 4 пулемета с расчетами, 3 орудия, до взвода пехотинцев врага. Был представлен к награждению орденом Славы. Войну Гришин закончил в Берлине. В ожесточенных уличных боях он командовал уже батареей, стал младшим лейтенантом. Последняя боевая награда — орден Отечественной войны 2-й степени. Указом Президиума Верховного Совета СССР от 31 мая 1945 года за мужество, отвагу и бесстрашие, проявленные в боях с гитлеровскими захватчиками гвардии старшина Гришин Александр Ефимович награждён орденом Славы 1-й степени (№ 1488). Стал полным кавалером ордена Славы.

## Послевоенная жизнь
В августе 1945 года был демобилизован. Вернулся на родину. Фронтовая контузия не позволил работать по полученной до войны специальности — учителем. Трудился бухгалтером, электриком на кирпичном заводе в селе Мурзицы Сеченовского района. Жил в родном селе Бегичево, последние годы провёл в Нижнем Новгороде. Скончался 16 апреля 1999 года. Похоронен на Старо-Автозаводском кладбище.

## Награды
Награждён орденами Отечественной войны 1-й и 2-й степени, Славы 3-х степеней, медалями, в том числе одной «За отвагу».